# Timbaland & Magoo
Timbaland & Magoo – duet hip-hopowy w skład którego wchodzą producent Timothy „Timbaland” Mosley oraz raper Melvin „Magoo” Barcliff. Po raz pierwszy spotkali się jako nastolatkowie w Norfolk, stanie Wirginia. Wkrótce potem wydali swój pierwszy studyjny album zatytułowany pt. Welcome to Our World, który okazał się sukcesem, sprzedając się w nakładzie przekraczającym milion egzemplarzy.

## Dyskografia
- Welcome to Our World (1997)
- Indecent Proposal (2001)
- Under Construction, Part II (2003)
- The Best of Timbaland and Magoo (2004)
- Timbaland and Magoo: Present (2005)